# 心静止
心静止（しんせいし、asystole）とは、心室の収縮がない状態のことである。
心停止の最も深刻な形態であり、通常不可逆的である。心臓は電気的に興奮しておらず、心電図上はP波が見られることもあるがQRS波は確認できず、平坦な1本の基線のみとなる。
日本において、臨床的にはエーシス、エーシストールなどと呼ばれることが多いが、心収縮(systole、/sɪstəliː/)に反対の意味を表わす接頭辞a-をつけたものであり、正しい発音はアシストリー(/əˈsɪstəliː/)である。
心臓の電気的な興奮が認められないため、自動体外式除細動器(AED)の適応はなく、心臓マッサージ等の心肺蘇生とエピネフリンなどの昇圧剤の静脈内投与がその治療である。
似ている言葉として心停止があるが、こちらは心臓が有効な循環を保てなくなっている状態のことで、心静止、無脈性電気活動、無脈性心室頻拍、心室細動の4つを合わせた総称である。